# Циклическая модель (космология)
Цикли́ческая моде́ль (в космологии) (или циклическая гипотеза) — космологическая гипотеза, предполагающая, что материя Вселенной многократно претерпевает последовательные циклы расширения, проходя через стадию Большого Взрыва (сверхплотное и горячее состояние) и дальнейшую космологическую эволюцию, имевшую место в нашей наблюдаемой Вселенной (за исключением, возможно, таких гипотетических стадий, как инфляция), включая образование химических элементов, атомов, галактик, звёзд, планет и, возможно, жизни. В некоторых циклических моделях трёхмерное пространство нашей Вселенной претерпевает бесконечно сменяющие друг друга циклы расширения и сжатия, в некоторых же моделях наше трёхмерное пространство всегда только расширяется (но при этом имеют место бесконечные циклы расширения и сжатия пространства в дополнительном четвёртом измерении).

## Обзор циклических моделей
В рамках однородной и изотропной космологической модели Фридмана, если средняя плотность Вселенной превышает критическую, то её расширение рано или поздно остановится и сменится сжатием, в результате чего Вселенная снова сожмётся в сингулярное состояние, из которого когда-то начала своё расширение. В 1930-х годах некоторые физики, включая и Альберта Эйнштейна, предполагали модель циклической Вселенной как альтернативу вечному расширению (гипотезе тепловой смерти). Предполагалось, что возникнув из сингулярности Большого Взрыва, Вселенная проходит период расширения, после чего гравитационное взаимодействие останавливает расширение и начинается обратное сжатие Вселенной в сингулярность (Большое сжатие), и весь этот цикл повторяется снова и снова. Таким образом, Вселенная существует в периоде между двумя сингулярными состояниями в постоянно повторяющемся цикле расширений и коллапсов. Однако работа Ричарда Толмана, вышедшая в 1934 году, показала несостоятельность модели по причине проблемы энтропии: согласно второму закону термодинамики, энтропия может только возрастать. Вследствие этого, последующие циклы увеличиваются по масштабам и продолжительности, а из экстраполяции назад во времени следует, что предыдущие циклы оказывались всё более пространственно ограниченными и менее длительными, сходясь к нулевым значениям, то есть снова приводя к первоначальному Большому Взрыву (но не заменяя его).
Новый этап в исследовании циклических моделей наступил в начале XXI века, с развитием М-теории и с приходом в космологию понятий тёмной материи и тёмной энергии. Одна из новых циклических моделей, построенная физиками-теоретиками из Принстонского университета Полом Стейнхардтом и Нилом Туроком с соавторами в 2001 году, основана на теории бран и выведена из предыдущей экпиротической модели. В рамках теории бран предполагается, что пространство нашей Вселенной является трёхмерной браной (3-браной), расположенной в пространстве более высокой размерности. При этом из формализма теории струн и её обобщения — М-теории — следует, что все частицы материи и частицы-переносчики негравитационных фундаментальных взаимодействий являются струнами с открытыми концами, вследствие чего они укреплены на бране и не могут её покинуть. Однако гравитоны являются замкнутыми струнами, не имеющими свободных концов, вследствие чего они могут покидать брану и распространяться между бранами. В рамках циклической модели на основе теории бран предполагается, что параллельно нашей 3-бране может существовать другая 3-брана, и между ними действует сила гравитационного притяжения. Энергия гравитационного взаимодействия между бранами порождает явление тёмной энергии в каждой из бран, заставляя их бесконечно расширяться. Кроме того, гравитационное притяжение заставляет браны притягиваться друг к другу, в результате чего они сталкиваются и отскакивают друг от друга. Однако сила притяжения замедляет скорость их удаления и заставляет их снова приближаться друг к другу и сталкиваться, что приводит к бесконечным повторениям цикла притяжений, столкновений и отскоков. Каждое столкновение приводит к порождению в каждой бране сверхплотной и горячей материи — именно в таком состоянии, в каком она была в момент Большого Взрыва. В ходе дальнейшего расширения браны эта материя остывает и проходит через весь этап известной нам космологической эволюции с образованием галактик, звёзд, планет и, возможно, жизни. И весь этот цикл повторяется снова и снова. В отличие от более старой модели, рассмотренной Толманом и др., здесь повторение циклов происходит не за счёт смены расширения и сжатия пространства самой браны (Вселенной), а за счёт расширения и сжатия пространства между бранами в дополнительном измерении. Само же пространство браны всегда только расширяется. При этом, хотя полная энтропия внутри каждой браны всё время возрастает, вследствие бесконечного расширения бран её плотность уменьшается и к началу каждого следующего цикла достигает почти нулевого значения, то есть происходит полный возврат к начальному состоянию. Это обеспечивает механизм «сброса» энтропии в каждом цикле. Вследствие этого циклы могут продолжаться вечно как в направлении прошлого, так и в направлении будущего. Таким образом, данная модель приводит к одному из вариантов мультивселенной, в которой вселенные разнесены во времени.
Другая циклическая модель, основанная на роли фантомной энергии, была предложена в 2007 году физиками Лаурисом Баумом и Полом Фрамптоном из Университета Северной Каролины.
Существует также конформная циклическая космологическая модель Роджера Пенроуза и Ваагна Гурзадяна, где в каждом предшествующем цикле (эоне) время в будущем стремится к бесконечности, что оказывается сингулярностью Большого взрыва для следующего цикла.
Последние открытия в наблюдательной астрофизике и космологии позволили исключить любые экзотические и гипотетические состояния Вселенной для объяснения механизма колебаний её объёма на основе работ Н. Н. Горькавого. На основе общей теории относительности сделано предположение, что в каждом цикле расширение начинается за счёт преобладания силы антигравитации, возникающей в результате уменьшения массы системы при слиянии чёрных дыр с излучением гравитационных волн (около 5 % от суммарной массы превращается в энергию), а сжатие идёт за счёт преобладания силы гравитации, увеличивающейся в результате роста массы чёрных дыр при поглощении ими гравитационных волн. Предложенная концепция предполагает, в частности, существование в настоящее время гигантской чёрной дыры размером в миллиард световых лет, максимальное сжатие Вселенной в цикле до размера порядка светового года, переход части чёрных дыр из цикла в цикл.